# Британский Гонконг
Британский Гонконг (англ. British Hong Kong, кит. трад. 英屬香港, упр. 英属香港) — британская коронная колония, а затем зависимая территория с 1841 по 1997 год.

## История
Наиболее ранние обнаруженные человеческие поселения на территории современного Гонконга относятся к палеолиту. Этот регион впервые вошёл в состав Китая во время империи Цинь, а во времена империй Тан и Сун служил торговым портом и военно-морской базой. Первым европейцем, чей визит в этот регион был задокументирован, был португалец Жоржи Альвареш в 1513 году. После открытия филиала Британской Ост-Индской компании в Кантоне (Гуанчжоу) в регионе стало расти присутствие британцев.
С начала XIX века британцы начинают активно ввозить в Китай опиум. В 1839 году цинский двор наложил запрет на ввоз опиума, и Великобритания начала против Китая Первую опиумную войну. Остров Гонконг был впервые оккупирован британцами в 1841 году, а в конце войны в 1842 году официально перешёл под британский суверенитет согласно Нанкинскому договору. Ещё через год на острове был основан город Виктория, а территория получила официальный статус колонии короны (соответствует нынешним «заморским территориям»). В 1860 году после поражения Китая во Второй Опиумной войне территории Коулунского полуострова к югу от Баундари-стрит и острова Камнерезов были переданы в вечное владении Великобритании согласно Пекинскому договору.
В ночь с 22 на 23 сентября 1874 года на Британский Гонконг обрушился мощный ураган.
В 1898 году, согласно Соглашению о расширении Гонконга, Великобритания взяла у Китая в аренду на 99 лет прилегающую территорию на севере Коулунского полуострова и остров Ланьтау, которые получили название Новые Территории.
Гонконг был объявлен порто-франко, чтобы облегчить выполнение роли грузоперевалочной базы Британской империи в Юго-Восточной Азии.
18 сентября 1906 года на Британский Гонконг обрушился сильный тайфун, который унёс жизни почти 5 % тогдашнего населения города и почти полностью его разрушил, кроме того около трёх тысяч рыболовных лодок и более шестисот океанских судов были уничтожены стихией. По сей день он является самым смертоносным в истории колонии, хотя едва не уступил печальное первенство другому тайфуну пришедшему три десятилетия спустя. Следующий мощный тайфун собрал свою кровавую жатву в конце июля 1908 года.
В 1910 году открылась Коулун-Кантонская железная дорога, соединявшая Гуанчжоу и Коулун. Её конечная станция располагалась в районе Чимсачёй. В колонии была введена британская система образования. В XIX веке местное китайское население мало соприкасалось с богатыми европейцами, селившимися у подножия пика Виктория.
В ходе Второй мировой войны 8 декабря 1941 года Японская империя напала на Гонконг. Гонконгская битва закончилась 25 декабря поражением британских и канадских сил, защищавших колонию. Во время японской оккупации Гонконга частым явлением была нехватка продовольствия, усугублявшаяся гиперинфляцией, которая была вызвана принудительным обменом валюты на военные банкноты. Население Гонконга, до войны составлявшее 1,6 млн человек, к 1945 году уменьшилось до 600 тыс.. 15 августа Япония капитулировала, и Великобритания восстановила суверенитет над Гонконгом.
После Второй мировой войны в Китае вспыхнула гражданская война, что привело к волне новых мигрантов с материка, поэтому население Гонконга быстро восстановилось. После провозглашения в 1949 году Китайской Народной Республики в Гонконг хлынул ещё больший поток мигрантов, опасавшихся преследования со стороны Коммунистической партии Китая. Многие компании перенесли в Гонконг свои офисы из Шанхая и Гуанчжоу. Коммунистическое правительство проводило всё более изоляционистскую политику, и в этой ситуации Гонконг остался единственным каналом, по которому осуществлялся контакт КНР с Западом. После вступления Китая в Корейскую войну ООН наложила эмбарго на торговлю с КНР, и торговля с континентом прекратилась.
Благодаря росту численности населения и дешевизне рабочей силы текстильное производство и другие отрасли промышленности быстро росли. Вместе с индустриализацией основным двигателем экономики стал экспорт на внешние рынки. Благодаря росту промышленного производства стабильно повышался уровень жизни. Строительство жилого микрорайона Сэк Кип Мэй Эстейт ознаменовало начало программы строительства общественных жилых микрорайонов. В 1967 году Гонконг погрузился в хаос уличных беспорядков. Под влиянием левонастроенных протестующих, вдохновлённых начавшейся на материке Культурной революцией, рабочая забастовка превратилась в жестокое восстание против колониального правительства, которое продолжалось до конца года.
В 1974 году была образована Независимая комиссия по предотвращению коррупции, которой удалось свести к минимуму коррупцию в государственном аппарате. После начала реформ в Китае в 1978 году Гонконг стал основным источником иностранных инвестиций в Китай. Через год вплотную к северной границе Гонконга на территории провинции Гуандун была образована первая в Китае особая экономическая зона Шэньчжэнь. Текстильная и производственная составляющая в экономике Гонконга постепенно уменьшалась, отдавая первенство финансам и банковскому сектору. После окончания Вьетнамской войны в 1975 году властям Гонконга потребовалось ещё 25 лет для решения проблемы возвращения на родину вьетнамских беженцев.
В свете заканчивавшегося через 20 лет срока аренды Новых Территорий правительство Великобритании с начала 1980-х годов стало обсуждать с властями КНР проблему суверенитета Гонконга. В 1984 году две страны подписали Совместную китайско-британскую декларацию, согласно которой в 1997 году должна была состояться передача суверенитета над всей территорией Гонконга в пользу КНР. В декларации говорилось, что Гонконг должен обрести статус особого административного района в составе КНР, который позволит ему сохранять свои законы и высокую степень автономии в течение как минимум 50 лет после передачи. Многие жители Гонконга не были уверены в том, что эти обещания будут выполнены и предпочли эмигрировать, особенно после жестокого подавления студенческой демонстрации в Пекине в 1989 году.
В 1990 году был утверждён Основной закон Гонконга, который должен был исполнять роль конституции после передачи суверенитета. Несмотря на серьёзные возражения Пекина, последний губернатор Гонконга Крис Паттен провёл реформу процесса выбора Законодательного совета Гонконга, демократизировав его. Передача суверенитета над Гонконгом была совершена в полночь 1 июля 1997 года, её сопровождала торжественная церемония передачи Гонконга в Центре конгрессов и выставок Гонконга. Первым Главным министром Администрации САР Гонконг стал Дун Цзяньхуа.